# Йосімідзу Норіо
Йосімідзу Норіо (яп. 吉水 法生, нар. 21 серпня 1946) — японський футболіст, що грав на позиції півзахисника.

## Клубна кар'єра
Грав за команду Фурукава Електрік.

## Виступи за збірну
Дебютував 1970 року в офіційних матчах у складі національної збірної Японії. У формі головної команди країни зіграв 4 матчі.

## Статистика
Статистика виступів у національній збірній.
| Збірна Японії | Збірна Японії | Збірна Японії |
| Роки          | Ігри          | голи          |
| ------------- | ------------- | ------------- |
| 1970          | 4             | 1             |
| Усього        | 4             | 1             |